# 阿利西亚·德·拉罗查

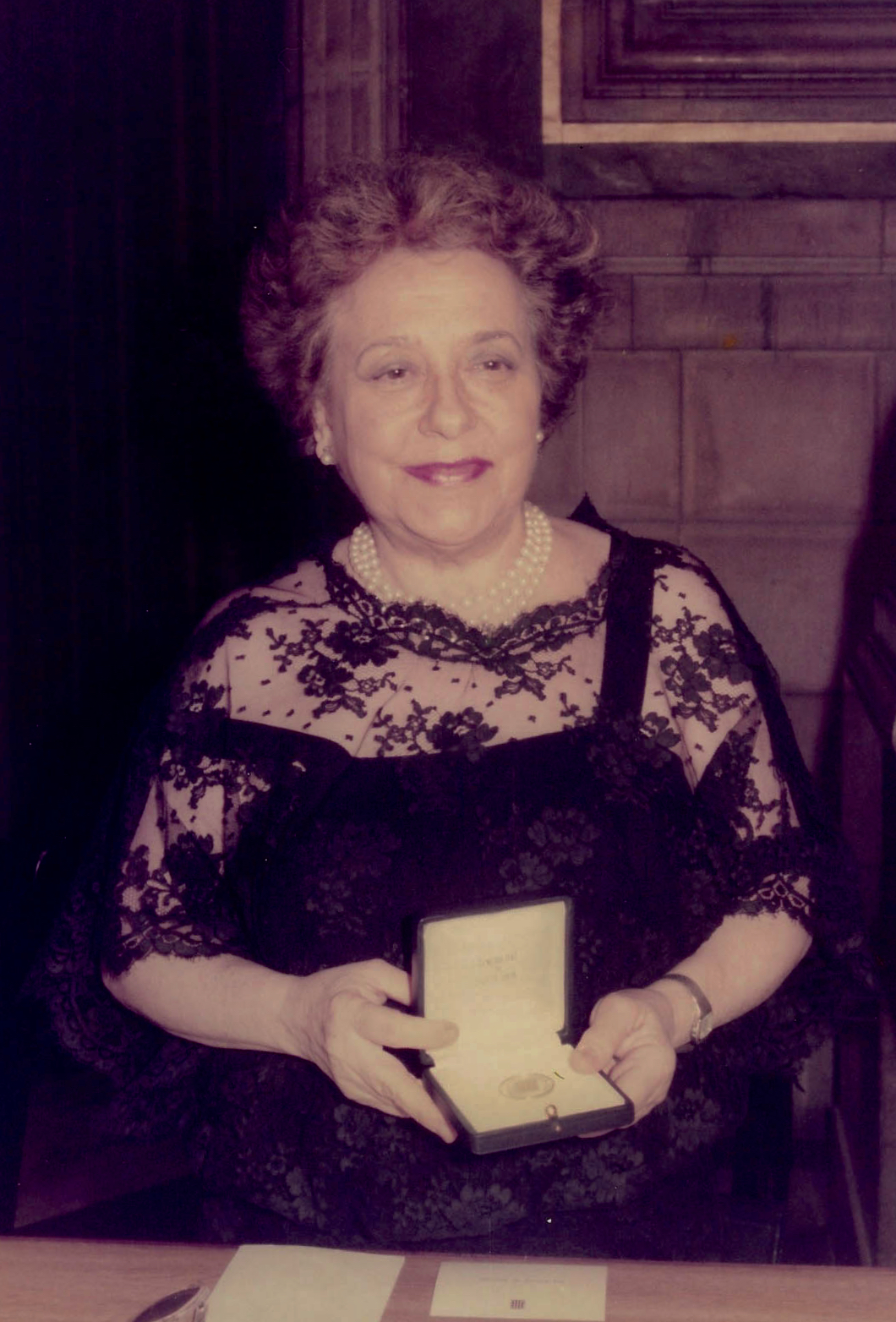
阿利西亚·德·拉罗查

阿丽西亚·德·拉罗查·德·拉卡勒 (Alicia de Larrocha y de la Calle，1923年5月23日 – 2009年9月25日）是一位西班牙钢琴家和作曲家 。她曾四次获得葛萊美獎，她還獲得過阿斯图里亚斯亲王奖。 1995年，她成为第一位获得联合国教育、科学及文化组织奖的西班牙艺术家。 她81歲的時候髋骨骨折，之後她的健康状况每況愈下，最終在巴塞罗那的一家醫院去世。